# Leo Cortsen
Leo Cortsen (ur. 13 lipca 1930 w Braband, zm. 23 maja 2007) – zapaśnik duński, uczestnik Igrzysk Olimpijskich w 1952 roku.
Dziewięciokrotny mistrz Danii w latach: 1949, 1950, 1953, 1954, 1956, 1959, a drugi w 1952 i 1960 roku.

## Letnie Igrzyska Olimpijskie 1952
| Konkurencja             | Runda grupowa            | Runda grupowa       | Runda grupowa                  | Runda grupowa                  | Runda grupowa                  | Runda grupowa                  | Klas. końcowa |
| Konkurencja             | Przeciwnik I             | Przeciwnik II       | Przeciwnik III                 | Przeciwnik IV                  | Przeciwnik V                   | Przeciwnik VI                  | Miejsce       |
| ----------------------- | ------------------------ | ------------------- | ------------------------------ | ------------------------------ | ------------------------------ | ------------------------------ | ------------- |
| styl klasyczny do 57 kg | Kemal Demirsüren (TUR) L | Ion Popescu (ROU) L | → Odpadł z dalszej rywalizacji | → Odpadł z dalszej rywalizacji | → Odpadł z dalszej rywalizacji | → Odpadł z dalszej rywalizacji | 12.           |